# Tuka Rocha
Christiano Chiaradia Alcoba "Tuka" Rocha (Sâo Paulo, 13 de diciembre de 1982-Bahía, 17 de noviembre de 2019) fue un piloto brasileño de automovilismo de velocidad.

## Carrera
Ganó numerosos campeonatos de karting brasileños desde 1996 hasta 2000. Luego, se marchó a la Fórmula 3 Sudamericana Lights. En 2002 se fue a Europa para correr en las World Series by Renault, teniendo de compañero a Ricardo Zonta. En 2004, compitió en la Fórmula 3000 Europea. En 2005 fue piloto de reserva del equipo brasileño de las A1 Grand Prix y fue nombrado piloto titular del equipo para la temporada 2006-2007 de esa categoría. En 2008 firmó con el equipo Flamengo de la Superleague Formula.
Tras dejar Europa, Tuka corrió en Stock Car Brasil. Entre 2011 y 2018, fue parte de diferentes equipos y consiguió ganar una carrera en 2015.
Por otro lado, fue fundador de una importante empresa de karting de Brasil y poseía la Tuka Racing School de la misma disciplina en São Paulo.

## Fallecimiento
El piloto falleció el 17 de noviembre de 2019 a consecuencia de las heridas y quemaduras sufridas en un accidente aéreo ocurrido en Barra Grande, Bahía, el 15 de noviembre de 2019, cuando el avión en el que viajaba realizaba el aterrizaje en la pista de un centro turístico.

## Resultados

### Superleague Formula
| Año  | Equipo             | 1       | 2     | 3       | 4       | 5     | 6      | 7      | 8      | 9     | 10      | 11      | 12      | Pos. | Puntos |
| ---- | ------------------ | ------- | ----- | ------- | ------- | ----- | ------ | ------ | ------ | ----- | ------- | ------- | ------- | ---- | ------ |
| 2008 | Flamengo Astromega | GBR Ret | GBR 2 | GER Ret | GER Ret | BEL 9 | BEL 14 | POR 11 | POR 10 | ITA 4 | ITA Ret | ESP Ret | ESP Ret | 15.º | 189    |